# Cayaponia boliviensis
Cayaponia boliviensis là một loài thực vật có hoa trong họ Cucurbitaceae. Loài này được Cogn. mô tả khoa học đầu tiên năm 1893.